# Chris Blignaut
Chris August Blignaut of Harold Wise (Johannesburg, 27 april 1897 - aldaar, 21 juli 1974) was naast zakenman, vooral zanger en liedjesschrijver van boerse volksmuziek in Zuid-Afrika. Hij werd algemeen bekend in Zuid-Afrika, Zuidwest-Afrika en Rhodesië.

## Jeugd
Blignaut was het jongste kind van Philippus Jacobus Blignaut en Catharina Schock. Een maand voor zijn geboorte overleed zijn vader aan een hartaanval. Blignaut begon al op school met het schrijven van liedjes en muziek. Op zijn achttiende trad hij voor het eerst op in het Engels onder de schuilnaam Harold Wise.

## Loopbaan
Hij werkte bij een verzekeringsmaatschappij, want van zijn grootste hobby muziek kon hij niet leven. Zijn muzikale opleiding kreeg hij van Aimee Parkinson en daarna ook van Alfred Bell, madam Palmer en signor Pentuzzi. In 1923 won hij de eerste prijs bij een radio-talentenjacht en won verschillende medailles en diploma's bij muzikale wedstrijden in Johannesburg. Verder trad hij op in blijspelen en operettes. In die tijd werd hij vooral bekend met zijn vertolking van "Daar oorkant die spruit". Vanaf dat moment werd hij de eerste uitvoerend kunstenaar van Afrikaanse lichte muziek.